# Eccidio di Caffè del Doro
L'eccidio di Caffè del Doro avvenne il 17 novembre 1944: sette antifascisti furono uccisi dalle SS nei pressi del Caffè del Doro, alla periferia della città di Ferrara. Si verificò a un anno di distanza da un'altra strage compiuta dai nazifascisti nella zona di Ferrara, quella del Castello Estense (15 novembre 1943), costata la vita a undici cittadini.

## Svolgimento dell'eccidio
I sette antifascisti furono arrestati tra il 7 e il 26 ottobre 1944 su ordine del capo dell'Ufficio politico della Questura di Ferrara, Carlo De Sanctis, noto per la ferocia e cinismo con cui conduceva gli interrogatori. Tutti subirono sevizie e torture. La mattina del 17 novembre alle 5:30 furono prelevati dal carcere da sottufficiali delle SS, fatti salire su un camion messo a disposizione della Questura e guidato da un autista delle SS, D'Agostino. Portati appena fuori dalla città in direzione Pontelagoscuro furono fatti scendere nei pressi del Caffè del Doro, dove una bomba aveva fatto un cratere: furono tutti uccisi con un colpo di rivoltella alla nuca. Esecutore materiale lo SS-Oberscharführer Gustav Pustowka. Il giorno del massacro, sui registri del carcere, accanto ai nomi dei sette antifascisti fu apposta la dicitura "deportati in Germania".

Del gruppo avrebbe dovuto far parte anche Carlo Zaghi, giornalista e storico antifascista, ma il suo nome fu tolto all'ultimo momento dall'elenco per intervento del prefetto di Ferrara, Altini. Zaghi fu trasferito alle carceri di Padova e più tardi scriverà sugli eventi di quella giornata nel libro Terrore a Ferrara durante i 18 mesi della Repubblica di Salò sottolineando come 
(Carlo Zaghi, 1992)
Solamente nell'agosto 1945 fu rintracciato l'autista D'Agostino, il quale indicò il luogo dove erano stati sepolti: il 29 del mese si poterono così celebrare i funerali.

## Il processo nel dopoguerra
Il processo contro i responsabili dell'eccidio iniziò il 2 ottobre 1945 presso la Corte d'Assise straordinaria di Ferrara. De Sanctis ebbe un lungo «elenco dei capi di accusa: 23 omicidi, 300 casi di torture, 500 cittadini costretti in schiavitù nei campi di concentramento tedeschi. E cioè: di avere cagionato la morte di Azzi e compagni compilando a tale scopo denuncia alle SS germaniche esageratamente grave nei confronti di tali persone,  mettendo a disposizione di dette SS il torpedone della Questura di Ferrara». «L'istruttoria fu condotta con la più scrupolosa obiettività e la maggior diligenza» dal Pubblico Ministero Antonio Buono che nella sua requisitoria sottolineò che «in tutti gli imputati vi è una uniforme costante complicità ed una smania di superarsi alla presenza delle vittime mano a mano che le torture si aggiungevano alle torture». Il pubblico ministero rifiutò la perizia psichiatrica di de Sanctis perché «Voi non siete un malato di mente - ma possedete un'astuzia raffinata ed agite coscientemente. Un delitto è sempre un sovvertimento psicologico ma egli (il De Sanctis n.d.r) è l'uomo dall'ira pallida».
Il Pubblico Ministero chiese e ottenne per il De Sanctis e altri quattro, Domenico Apollonio, Luigi D'Ercole, Giulio Valli, e Mario Balugani la condanna a morte il 4 ottobre 1945: presidente della Corte era il dottor Giovanni Vicchi. La Cassazione il 12 febbraio 1946 annullò la sentenza e la pena fu ridotta in seguito all'amnistia. Il cippo marmoreo che ricorda il massacro è posto nei pressi del Caffè del Doro, tuttavia il sito esatto della strage è nel campo adiacente, occupato da casa colonica.

## Lista delle vittime
- Mario Agni (Bondeno, 30 marzo 1919): milite nella Guardia Nazionale Repubblicana ferroviaria.
- Mario Arnoldo Azzi (4 settembre 1919):[4] medico, commissario politico dei GAP ferraresi, membro del Comitato di Liberazione Nazionale di Ferrara. Azzi era riuscito a far fuggire un altro partigiano, Giuseppe D'Alema[5] che si trovava a Ferrara per riorganizzare le fila dei partigiani. D'Alema era ormai braccato dai fascisti quando Azzi, dandogli la propria bicicletta, gli consentì di sfuggire alla cattura. Azzi per questo venne arrestato.
- Giuseppe Franceschini (Ostellato, 23 gennaio 1910): commerciante.
- Gigi Medini (30 giugno 1915): medico chirurgo presso l'ospedale Sant'Anna, ricordato da una lapide posta all'interno.
- Michele Pistani (Ferrara, 29 novembre 1896): ragioniere presso il Comune di Ferrara.
- Alberto Savonuzzi (Ferrara, 25 maggio 1914): avvocato.
- Antenore Soffritti (19 dicembre 1912): in servizio presso la Guardia Nazionale Repubblicana ferroviaria.